# Magic Boy
Magic Boy era un periodico mensile di fumetti e rubriche rivolto ad un pubblico maschile edito da Mattel che pubblicava contemporaneamente anche Magic Girl, rivolto invece a un pubblico femminile.

## Storia editoriale
La serie esordì nell'agosto 1987 con periodicità trimestrale pubblicando solo due numeri per poi riprendere a maggio 1988 per una seconda seria a mensile della quale vennero pubblicati 32 numeri fino al marzo 1991. La prima serie era una rivista trimestrale rivolta a un pubblico adolescenziale maschile che nacque come strumento promozionale pubblicando brevi storie a fumetti incentrate su personaggi dei fumetti ispirate a prodotti della Mattel. La seconda serie presentava servizi e fumetti con personaggi come BraveStarr e I dominatori dell'universo realizzati da autori italiani, perdendo l'iniziale funzione promozionale per divenire una rivista di fumetti e rubriche vera e propria. Con il n° 29 cambia completamente formula diventando una rivista di fumetti d'avventura come Gli Aristocratici di Alfredo Castelli e Ferdinando Tacconi, Lupo Alberto di Silver, Milo Marat di bonvi, Silas Finn di Tiziano Sclavi e Giorgio Cavazzano o riduzioni a fumetti di romanzi realizzati da Mino Milani e Dino Buzzelli.
Il primo numero uscì nell'agosto del 1987, a seguito di una massiccia campagna pubblicitaria attraverso canali privati come Odeon TV, Italia 7 e Junior Tv, ovvero quelli in cui venivano trasmessi la quasi totalità dei cartoni animati basati su personaggi della Mattel.
I primi due numeri uscirono a cadenza trimestrale. In seguito al successo di vendita, Magic Boy divenne un mensile, il cui primo numero è uscito nel mese di maggio del 1988, per poi terminare le pubblicazioni nel mese di aprile del 1991. Ogni numero costava 5000 lire e includeva un gadget che poteva essere un oggetto come un portachiavi, una fibbia o un semplice giocattolo; ai primi due numeri della rivista vennero allegati un totale di ben sei timbri relativi ad altrettanti personaggi di He-Man e i dominatori dell'universo, insieme ad un supporto di plastica in cui collocarli.
Il periodico è nato come raccolta di fumetti basati sui giocattoli prodotti all'epoca dalla Mattel. Ogni mese proponeva storie sui seguenti personaggi:
- He-Man e i dominatori dell'universo dal numero 13 He-Man le nuove avventure
- Captain Power e i combattenti del futuro
- BraveStarr

e inoltre Fumetto sport (un fumetto in cui ogni mese veniva spiegata brevemente la storia e le regole di uno sport diverso) e "Risate MAGIChe" (singole vignette in cui la mascotte della rivista, un mago di nome Magic, si trovava in situazioni buffe o imbarazzanti).
A partire dal 1989, due fumetti basati su personaggi originali hanno sostituito Captain Power e BraveStarr. Entrambi erano creati da Sauro Pennacchioli, ma erano sempre legati ai giocattoli Mattel:
- Captain Hot Wheels, le avventure di un giovane meccanico che all'occorrenza indossa una tuta e un casco computerizzato che migliora la sua abilità di guida, pilotando automobili basate su modellini Hot Wheels per sconfiggere la malavita
- Video Boy, le avventure di un ragazzo dotato di superpoteri che gli permettono di entrare e uscire dai videogiochi per Nintendo Entertainment System (all'epoca i prodotti Nintendo erano venduti in Italia da Mattel), volare, passare a piacimento attraverso i corpi solidi e digitalizzare oggetti rendendoli immateriali. I videogiochi pubblicizzati nelle sue storie sono i seguenti: Super Mario Bros, Kung Fu, Zelda, Castlevania, Tennis, Top Gun, Goonies, Gradius, Slalom, Trojan (qui rappresentato come un fumetto fantasy e non come un postapocalittico), Gun Smoke, Rad Racer, Metal Gear, Soccer, Mega Man e Cobra Triangle.

Oltre ai fumetti, Magic Boy conteneva anche rubriche di vario genere. La più importante era chiamata Magic Zoom e ogni mese trattava un argomento di geografia, storia o scienze. Altre rubriche erano dedicate alla descrizione di una professione come aiuto orientativo per i ragazzi, alla presentazione dei film del momento, alle interviste con personaggi famosi e alla spiegazione di trucchi per i giochi del Nintendo Entertainment System (quest'ultima era la traduzione italiana dell'analoga rubrica presente sulla rivista statunitense Nintendo Power). C'erano anche pagine dedicate ai lettori, comprendenti la rubrica della posta (Caro Magic), l'angolo degli scambi (La Bancarella) e due pagine in cui venivano pubblicati disegni mandati dai lettori (Club Fantasia).
Magic Boy ha interrotto le uscite nel settembre del 1990 col numero 28, tornando in edicola nel dicembre dello stesso anno con uno stile totalmente diverso, ispirato alle raccolte di fumetti degli anni settanta e comprendenti titoli come:
- Gli Aristocratici
- Milo Marat
- Spirou
- Gaston Lagaffe
- Lupo Alberto

Magic Boy chiuse con il numero 32.